# Chiesa di Santa Felicita (Solignano)
La chiesa di Santa Felicita è un luogo di culto cattolico dalle forme romaniche e barocche, situato nel piccolo borgo di Prelerna, frazione di Solignano, in provincia e diocesi di Parma; è sede di una parrocchia compresa nella zona pastorale della Montagna.

## Storia
Il luogo di culto originario fu costruito in epoca medievale; la più antica testimonianza della sua esistenza risale al 1230.
Nel 1530 la chiesa fu elevata a sede parrocchiale autonoma.
Nel 1683 il tempio fu modificato con la costruzione della cappella dedicata a sant'Antonio e la demolizione della parete laterale della navata.
Nel corso del XVIII secolo, l'edificio fu restaurato nelle volte di copertura della navata e nella cappelle; durante i lavori fu ampliato il coro; inoltre, nel 1730 furono realizzate le paraste di sostegno delle volte e furono rifatte le pavimentazioni.
Nel 1900 il campanile fu sopraelevato.
Nel 1908 il luogo di culto fu restaurato e rinforzato strutturalmente.
Nel 1950 le volte di copertura della navata furono demolite e sostituite con un soffitto a cassettoni lignei, che fu nuovamente rimpiazzato nel 1980 con una serie di capriate in legno lamellare.
Nel 1997 la chiesa, staticamente compromessa, fu chiusa al culto per inagibilità.
Tra il 2017 e il 2018 il tempio fu sottoposto a lavori di restauro e consolidamento strutturale, su progetto degli architetti Barbara Zilocchi e Giovanni Signani; al termine delle opere fu riaperto al culto.

## Descrizione

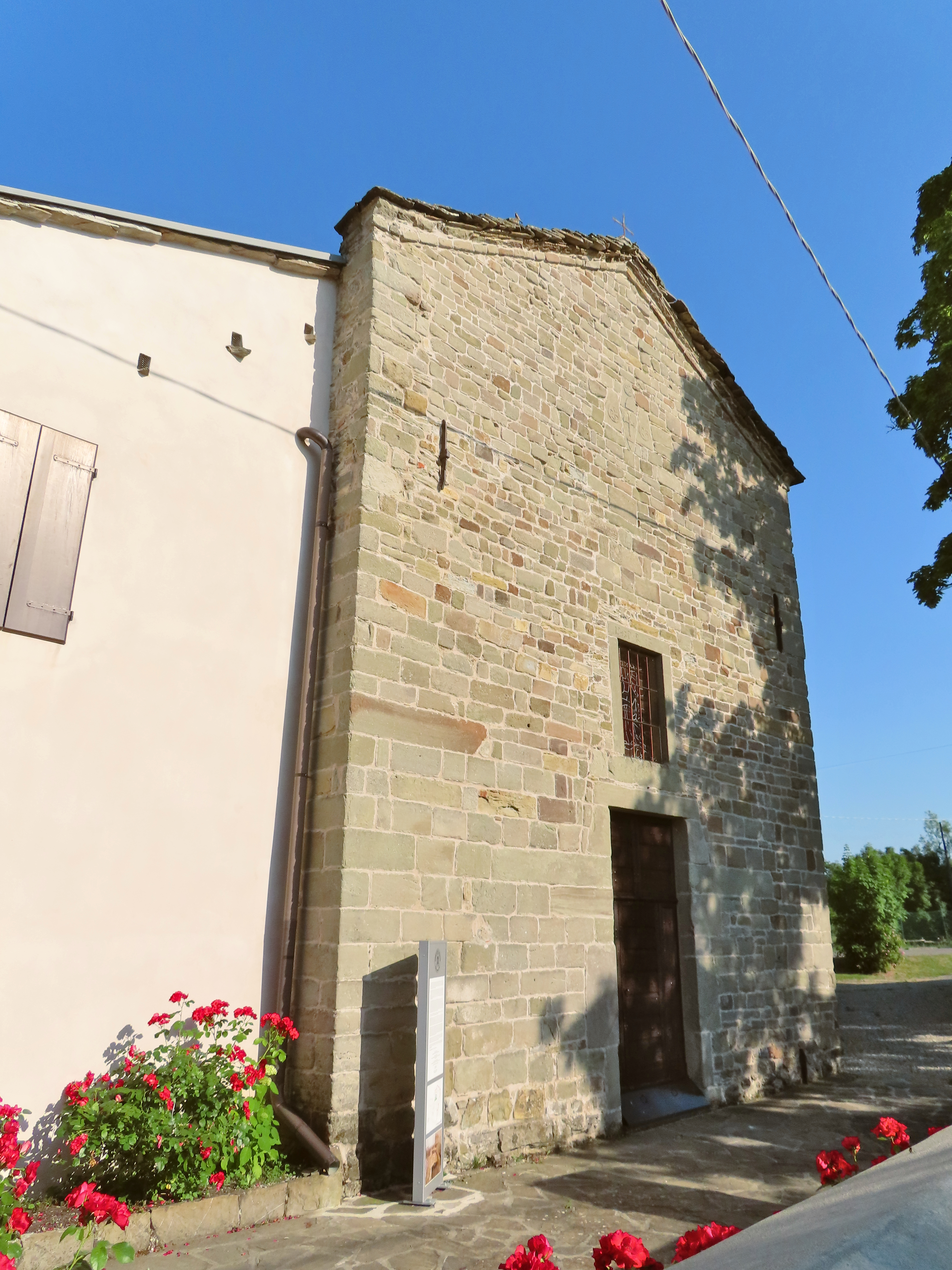
Facciata

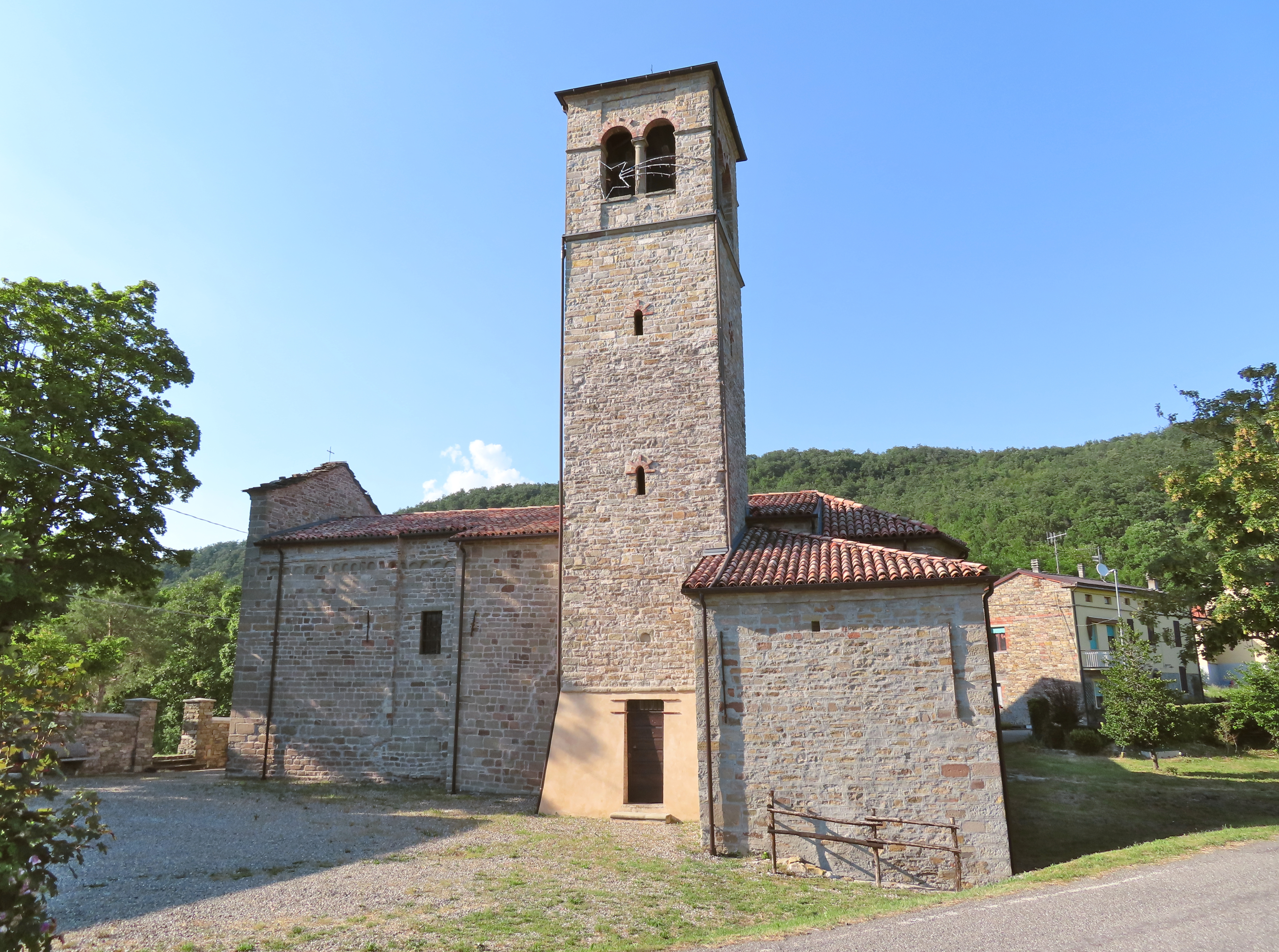
Lato sud

La chiesa si sviluppa su un impianto a navata unica affiancata da una cappella per lato, con ingresso a ovest e presbiterio absidato a est.
La semplice e simmetrica facciata a capanna, interamente rivestita in pietra a maglia irregolare come il resto dell'edificio, è caratterizzata dalla presenza del portale d'ingresso centrale, sormontato da una finestrella rettangolare; nel paramento murario sono inseriti alcuni blocchi scolpiti con altorilievi romanici raffiguranti croci, forse di reimpiego.
Dal fianco libero destro, ornato in sommità con un motivo ad archetti pensili, aggetta il campanile, che si erge su un basamento a scarpa; l'alta torre, accessibile dall'ingresso alla base, è illuminata da piccole monofore ad arco a tutto sesto; la cella campanaria si affaccia sulle quattro fronti attraverso ampie bifore scandite da colonnine doriche in pietra.

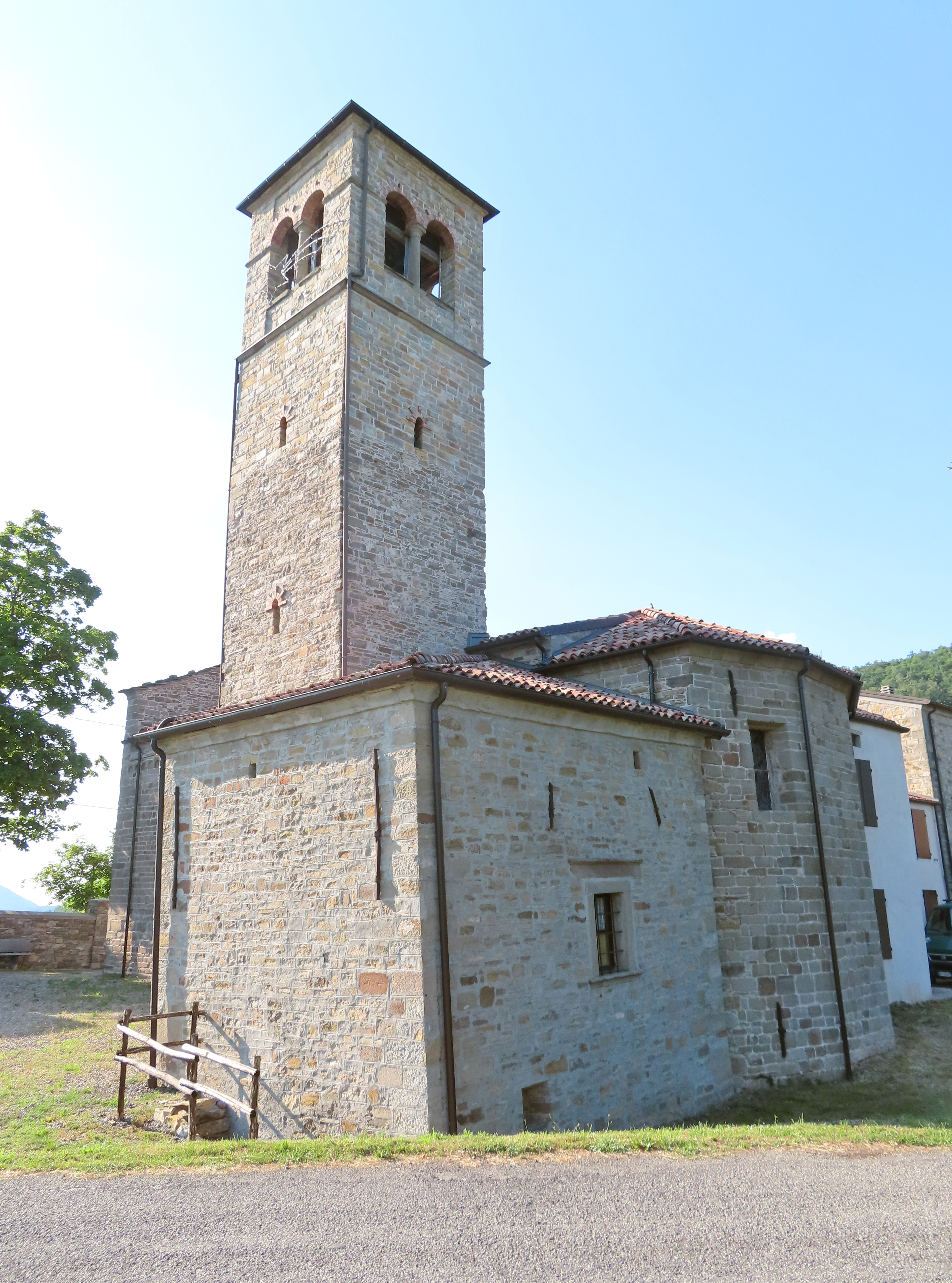
Retro e lato sud

Dal retro aggetta l'abside poligonale, coronata da un cornicione in conci di pietra; uno dei blocchi è ornato con un altorilievo quattrocentesco raffigurante un pellicano, probabilmente proveniente dal distrutto convento dei gesuati del vicino monte Pareto.
All'interno la navata, intonacata sulle pareti, è suddivisa in quattro campate, di cui la prima coperta da una volta a botte lunettata in pietra e le tre successive da un controsoffitto piano in legno retto da capriate; ai lati si eleva una serie di paraste coronate da capitelli dorici; le cappelle laterali, chiuse superiormente da volte a botte, si affacciano sull'aula attraverso ampie arcate a sesto ribassato.
Il presbiterio, lievemente sopraelevato, è preceduto dall'arco trionfale ribassato, retto da paraste doriche; l'ambiente accoglie l'altare maggiore ligneo, aggiunto tra il 1970 e il 1980; sul fondo l'abside, coperta dal catino con spicchi a vela lunettati, è illuminata sul fondo da due finestre laterali.